# Els Poblets
Els Poblets è un comune spagnolo situato nella comunità autonoma Valenciana.